# Andrej di Polack
Andrej di Polack (in bielorusso Андрэй Альгердавіч?, Andrėj Al'herdavič; in lituano Andrius Algirdaitis; in polacco Andrzej Olgierdowic; 1325 – battaglia del fiume Vorskla, 12 agosto 1399) era il primogenito di Algirdas, granduca di Lituania, e della sua prima moglie Maria di Vicebsk. Andrej ricoprì la carica di duca di Polack dal 1342 al 1387 e di Pskov dal 1342 al 1348.
In quanto figlio maggiore del Granduca, Andrej rivendicò il suo diritto al trono dopo la morte di suo padre nel 1377. Algirdas nominò invece Jogaila, il figlio maggiore avuto dalla sua seconda moglie Uliana di Tver', come legittimo erede. La rivalità tra i due fratellastri vide prevalere il granduca di Lituania e re di Polonia sul principe di Polack e Pskov.

## Duca di Pskov e Polack
Nel 1342, Andrej si unì a suo padre Algirdas e allo zio Kęstutis in una guerra contro l'ordine di Livonia per aiutare la Repubblica di Pskov. La città russa gli chiese di rimanere come duca di Pskov, di modo che la sua presenza garantisse un sostegno maggiore e più continuo di Algirdas. Andrej accettò e fu battezzato secondo il rito ortodosso (il suo nome pagano è sconosciuto). Tuttavia rimase lì per un brevissimo periodo per poi fare ritorno in Lituania. I motivi non sono del tutto chiari, ma gli storici ipotizzano che fosse correlato alla morte del prozio Vainius, duca di Polack. Quest'ultimo insediamento era vitale per gli interessi di Vilnius poiché localizzato tra la Lituania e la Terra Mariana. Andrej subentrò al defunto duca di Polack e aiutò il principato a difendersi dagli attacchi dei cavalieri di Livonia. A Pskov, Andrej lasciò un suo fedelissimo di nome Juri, su cui non è stata rinvenuta alcun altro informazione. Lo storico lituano Alvydas Nikžentaitis ha ipotizzato che Juri potesse essere un nipote di Gediminas.
Juri rimase a Pskov fino al 1348, anno in cui i cavalieri teutonici organizzarono una massiccia offensiva proseguendo la propria crociata (cosiddetta battaglia della Strėva). La situazione geopolitica in quegli anni si fece particolarmente concitata. L'esercito di Pskov si mise in moto per assistere Novgorod contro la Svezia quando l'Ordine di Livonia attaccò una fortezza in mano ai russi situata a Izborsk. Juri morì nel corso dei combattimenti. Poiché i lituani non furono in grado di difendere Pskov, la città si rifiutò di accettare un nuovo esponente proveniente dal Granducato di Lituania, evento che risultò particolarmente importante per i secoli successivi, quando la Moscovia assunse definitivamente il controllo sulla regione. Andrej rispose con la forza a tale rifiuto: tutti i commercianti di Pskov furono arrestati e le loro merci confiscate. La relazione amichevole tra Pskov e la Lituania fu difatti interrotta e Andrej rimase in qualità di duca di Polack per i successivi tre decenni.

## Lotta contro Jogaila

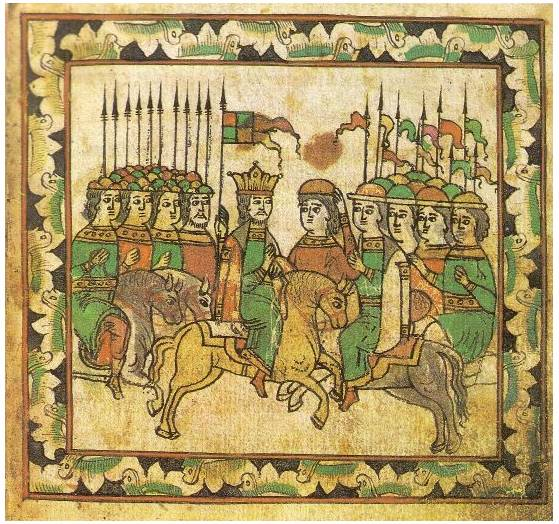
Ritratto della battaglia di Kulikovo. I guerrieri russi incontrano i propri alleati, ovvero i principi Andrej di Polack e Demetrio di Brjansk

Dopo la morte di Algirdas nel 1377, Andrej, in quanto primogenito, rivaleggiava con il suo fratellastro Jogaila, designato da Algirdas in qualità di suo erede. Jogaila all'epoca godeva del forte sostegno da parte di suo zio Kęstutis: per tentare di adempiere ai suoi scopi, Andrej organizzò una coalizione anti-lituana formata da Polack, la Moscovia e l'ordine di Livonia. Nel 1379, l'esercito di Mosca attaccò i confini orientali del Granducato; si trattò del primo episodio in cui le due fazioni venivano alle armi da quando fu sancita la pace nel trattato di Ljubutsk nel 1372. Il fratello di Andrej, Demetrio I Staršij non difese il Principato di Trubčevsk e Starodub, assumendo un ruolo passivo nel conflitto ma chiaramente in funzione contraria a Jogaila. Ad ogni modo, l'esercito russo non rimase a lungo nei territori conquistati e si ritirò a Mosca; a seguirlo furono anche Andrej e Demetrio. Jogaila firmò una tregua decennale con i cavalieri teutonici il 29 settembre 1379 e una tregua con l'ordine di Livonia il 27 febbraio 1380, ponendo così fine alla coalizione. Inoltre, portò dalla sua parte anche Mamaj, khan dell'Orda d'Oro e Oleg II di Rjazan'. Nel 1380, Andrej e Demetrio combatterono per conto di Mosca nella battaglia di Kulikovo contro i tartari, riportando un'importante vittoria perché l'esercito di Jogaila non giunse in tempo sul campo di battaglia.
Nel 1381, Jogaila tentò di insediare il suo fedele fratello Skirgaila a Polack, il feudo prima detenuto da Andrej. Mentre Skirgaila stava assediando la città ribelle, Kęstutis e suo figlio Vitoldo (futuro granduca di Lituania) colsero l'opportunità per scatenare una guerra civile contro Jogaila e rimuoverlo dal trono. Polack si arrese volontariamente a Kęstutis, il quale richiamò Andrej in patria: nessuna fonte menziona quest'ultimo tra il 1381 e il 1385. Forse egli attendeva notizie dalla Russia sperando che a Polack la faida tra Jogaila e Kęstutis degenerasse. Kęstutis morì poco dopo, ma Jogaila e Vitoldo si riconciliarono nel 1384. Il 10 ottobre 1385 Andrej siglò un'intesa con i cavalieri di Livonia ai sensi della quale non li avrebbe combattuti e avrebbe ceduto alcuni piccoli feudi in cambio di protezione contro Vitoldo e altri nemici. Sempre secondo il documento, proprio perché Polack veniva assegnata in favore dei tedeschi, Andrej aveva apposto come condizione quella di amministrare la città in prima persona. Quando Jogaila si recò in Polonia per discutere dell'Unione di Krewo, Andrej ne approfittò per colpire di nuovo a occidente: nel 1386 attaccò infatti le terre a sud-est di Polack. L'ordine religioso cavalleresco si mosse verso i possedimenti che facevano circa 150 anni prima del Ducato di Lituania, mentre Sviatoslav II di Smolensk attaccò Mscislaŭ, sottratta al Principato di Smolensk da Algirdas. Tuttavia, Sviatoslav riportò una disastrosa sconfitta nella battaglia del fiume Vichra e il Principato di Smolensk divenne vassallo della Lituania.

## Cattura e rilascio
Nel 1387, un grande contingente lituano guidato da Skirgaila attaccò Polack. I livoniani non la difesero adeguatamente e la città si arrese presto. Andrej fu fatto prigioniero e suo figlio Simeone morì negli scontri, mentre un altro figlio, Ivan, fuggì a Pskov, dove si riferisce la sua nomina a duca nel 1389. Andrej fu trasferito in Polonia e vi restò per sette anni e fu rilasciato nel 1394 su richiesta di Vitoldo. Dopo il rilascio, il primogenito di Algirdas si trasferì a Pskov, dove tentò di negoziare una tregua tra Pskov e Novgorod. Dopo tale evento viene menzionato solo una volta, tra le figure di spicco morte nella battaglia del fiume Vorskla nel 1399.

## Ascendenza
|                  |                     |                 | Genitori       |  |  | Nonni     |  |  | Bisnonni |  |
|                  |                     |                 |                |  |  | Gediminas |  |  | Butvydas |  |
|                  |                     |                 |                |  |  | Gediminas |  |  | Butvydas |  |
|                  |                     | …               |                |  |  | Gediminas |  |  |          |  |
| Algirdas         |                     |                 |                |  |  | Gediminas |  |  |          |  |
|                  |                     | Jewna di Polack | Ivan di Polack |  |  |           |  |  |          |  |
|                  |                     | Jewna di Polack | Ivan di Polack |  |  |           |  |  |          |  |
|                  |                     | Jewna di Polack | …              |  |  |           |  |  |          |  |
| Andrej di Polack |                     | Jewna di Polack |                |  |  |           |  |  |          |  |
|                  | Jaroslav di Vicebsk | …               |                |  |  |           |  |  |          |  |
|                  | Jaroslav di Vicebsk | …               |                |  |  |           |  |  |          |  |
|                  | Jaroslav di Vicebsk | …               |                |  |  |           |  |  |          |  |
| Maria di Vicebsk | Jaroslav di Vicebsk |                 |                |  |  |           |  |  |          |  |
|                  |                     | …               | …              |  |  |           |  |  |          |  |
|                  |                     | …               | …              |  |  |           |  |  |          |  |
|                  |                     | …               | …              |  |  |           |  |  |          |  |
|                  |                     | …               |                |  |  |           |  |  |          |  |

### Esplicative
1. ↑  La cronaca di Bychowiec riporta il nome pagano Vingolt, mentre Maciej Stryjkowski riferisce Vigunt. Ad ogni modo, questo risulta improbabile poiché si tratta del nome di un altro figlio di Algirdas.

### Bibliografiche
1. 1 2 3 4 5  (LT) Algirdas Matulevičius, Andrius Algirdaitis, in Lietuvos valdovai (XIII-XVIII a.): enciklopedinis žinynas, Vilnius, Mokslo ir enciklopedijų leidybos institutas, 2004,  pp. 51-52, ISBN 5-420-01535-8.
2. 1 2 3 4 5 6 7  (LT) Ignas Jonynas, Andrius, in Lietuviškoji enciklopedija, I, Kaunas, Spaudos Fondas, 1937,  pp. 575-585.
3. ↑  (LT) Alvydas Nikžentaitis, Gediminas, Vilnius, Vyriausioji enciklopedijų redakcija, 1989,  p. 13.
4. ↑  (LT) Ignas Jonynas, Dimitras, in Lietuviškoji enciklopedija, VI, Kaunas: Spaudos Fondas, 1937,  pp. 912-914.
5. ↑  (EN) Alfred J. Rieber, The formation of the great russian state, Quadrangle Books, 1970,  p. 276.
6. ↑  (EN) Anu Mänd e Marek Tamm, Making Livonia: Actors and Networks in the Medieval and Early Modern Baltic Sea Region, Routledge, 2020,  p. 119, ISBN 978-1-00-007693-6.
7. ↑  (EN) Donald Ostrowski e Marshall T. Poe, Portraits of Old Russia: Imagined Lives of Ordinary People, 1300-1745, Routledge, 2015,  p. 106, ISBN 978-1-317-46237-8.